# Winterhaven
Winterhaven és una concentració de població designada pel cens dels Estats Units a l'estat de Califòrnia. Segons el cens del 2000 tenia 529 habitants.

## Demografia
Segons el cens del 2000, Winterhaven tenia 529 habitants, 183 habitatges, i 118 famílies. La densitat de població era de 851 habitants/km².
Dels 183 habitatges en un 38,3% hi vivien nens de menys de 18 anys, en un 41,5% hi vivien parelles casades, en un 19,1% dones solteres, i en un 35% no eren unitats familiars. En el 32,8% dels habitatges hi vivien persones soles el 19,7% de les quals corresponia a persones de 65 anys o més que vivien soles. El nombre mitjà de persones vivint en cada habitatge era de 2,89 i el nombre mitjà de persones que vivien en cada família era de 3,72.
Per edats la població es repartia de la següent manera: un 35% tenia menys de 18 anys, un 8,9% entre 18 i 24, un 21,2% entre 25 i 44, un 18,5% de 45 a 60 i un 16,4% 65 anys o més.
L'edat mediana era de 31 anys. Per cada 100 dones de 18 o més anys hi havia 95,5 homes.
La renda mediana per habitatge era d'11.563 $ i la renda mediana per família de 16.417 $. Els homes tenien una renda mediana de 26.458 $ mentre que les dones 20.750 $. La renda per capita de la població era de 7.220 $. Entorn del 41,9% de les famílies i el 47,1% de la població estaven per davall del llindar de pobresa.

## Poblacions més properes
El següent diagrama mostra les poblacions més properes.